# Cantone di Chevillon
Il Cantone di Chevillon era una divisione amministrativa dell'Arrondissement di Saint-Dizier.
A seguito della riforma approvata con decreto del 17 febbraio 2014, che ha avuto attuazione dopo le elezioni dipartimentali del 2015, è stato soppresso.

## Composizione
Comprendeva 8 comuni:
- Chevillon
- Eurville-Bienville
- Fontaines-sur-Marne
- Bayard-sur-Marne
- Maizières
- Narcy
- Osne-le-Val
- Rachecourt-sur-Marne